# Hai He
Hǎi Hé (海河, «Havfloden»), tidligere også Bai He (白河, Bái Hé, Wade-Giles: Peiho, «Den Hvide Flod») er en flod i Kina og løber blandt andet gennem Tianjin og ud i Bohaibugten. Dens bækken omfatter omkring 319.000 km². Vandføringen er omtrent det halve af Den Gule Flod-flodens (Huang He) eller 1:30 af Yangtzeflodens (Chang Jiang).
Floderne som løber  gennem Beijing er del af dette flodsystemet.   Ved Tianjin dannes Hai He ved sammenløb af Yongding He, Ziya- og  Daqingfloden, samt  Den store kanal der har forbindelse til  både Huang He og Chang Jiang.
Op gennem historien har geografien omkring flodens nedre løb ændret sig meget, dels som følge af at den langt større flod Huang He gennem århundrederne har aflejret stadig større områder, og delvis på grund af omdirigeringer for at muliggøre skibsfart af Den store kanal. Før havde fire andre floder nemlig Wei He, Ziya He, Yongding He og Bai He, hver sine udmundinger i Bohaibugten, men da man havde brug for vandet fra disse floder  for at sikre stabil sejlbarhed på kanalen, blev kun én af flodmundingerne nødvendig. Denne svarer til Hai Hes nedre løb.
I egentlig forstand er Hai He kun denne  udløbsstrækning, det  vil sige den 70 km lange strækning fra hvor fra der hvor floderne og det nordlige og sydlige kanalløb mødes i  Tianjin til det munder ud i havet i Bohaibugten.  